# Nekopara
Nekopara (ネコぱら?), è una visual novel giapponese ideata da Sayori e sviluppata dalla NEKO WORKs. Il primo titolo della serie, intitolato Volume 1, è uscito in Giappone il 29 dicembre 2014, mentre il più recente, intitolato Volume 3, è stato distribuito sempre in Giappone il 26 maggio 2017. Tutti i titoli sono esclusivi per il mercato giapponese e inediti nel resto del mondo.
Nel luglio 2016, a seguito di un finanziamento ad opera degli stessi appassionati del gioco tramite kickstarter, è iniziata la realizzazione di un OAV, successivamente pubblicato il 22 dicembre 2017.
Lo stesso anno viene ideata una serie animata su Nekopara, che verrà poi seguita da altre

## Trama
La storia di Nekopara si svolge in una realtà alternativa in cui gli esseri umani condividono la Terra con le Neko, delle nekomimi che vengono allevate e accudite dagli umani alla stregua di animali domestici.
Il protagonista Kashou Minaduki è un aspirante pasticciere che decide, per inseguire il suo sogno, di lasciare la casa di famiglia e aprire un locale tutto suo, la pasticceria "La Soleil", ma mentre sta destivando i bagagli scopre che due delle sue Neko, Chocola e Vanilla, lo hanno seguito nascondendosi in uno scatolone.
Dopo un'iniziale indecisione Kashou decide di tenere con sé le due Neko, che nelle vesti di cameriere lo aiutano a gestire e portare avanti il suo locale affiancate, di tanto in tanto, anche dalle molte altre Neko che abitano casa Minaduki, e che sovente gli fanno visita.

## Modalità di gioco
Il gioco è una visual novel che, alla sua prima uscita, non prevedeva alcun tipo di interazione da parte del giocatore, il quale non doveva fare altro che leggere i testi sottostanti per avanzare nella storia, senza possibilità di influenzarla con decisioni personali. A partire da Nekopara: Volume 0, però, è stata aumentata l'interattività, con la possibilità di interagire con le protagoniste del gioco coccolandole tramite l'utilizzo del mouse, al fine di migliorare la propria relazione e ottenerne quindi i favori. Tutti i personaggi, ad eccezione del protagonista (impersonato dal giocatore) appaiono a turno sullo schermo, e grazie al sistema E-mote le loro figure, a differenza della maggior parte delle visual novel, non appaiono statiche, compiendo bensì movimenti fluidi per aumentare il realismo della loro interpretazione.

## Adattamenti
Nel luglio del 2016 la Sekai Project annunciò l'apertura di una campagna di crowdfunding su kickstarter, al fine di raccogliere i fondi necessari alla realizzazione di un OAV dedicato a Nekopara. La campagna iniziò a dicembre dello stesso anno, raggiungendo nel giro di poche ore il traguardo prefissato di 100.000 dollari di donazioni, più che sufficienti a finanziare il progetto, con la possibilità quindi di ampliare l'OAV con le successive donazioni.
Successivamente sono state create delle serie animate su Nekopara.